# Slovanský bazar
Slovanský bazar je historický restaurační, hotelový, kulturní a vzdělávací komplex v Moskvě. V letech 1872 až 1917 byl centrem veřejného života ve městě. Po roce 1917 byly jeho prostory využity jako zázemí divadel a uměleckých souborů, v roce 1966 byl restaurační provoz obnoven. V zimě 1993 však objekt poničil rozsáhlý požár a restaurační provoz již obnoven nebyl. Od roku 2018 zde sídlí Komorní hudební divadlo B.A.Pokrovského.
Objekt byl vybudován v letech 1870 až 1872 ve stylu historismu, ústředním bodem vnitřní výzdoby se stalo čtyřmetrové plátno Ilji Repina Slovanští skladatelé. Významnými hosty se stali Petr Iljič Čajkovskij, Antonín Dvořák, Nikolaj Rimskij-Korsakov a Anton Pavlovič Čechov.
V době největší proslulosti hostil kromě umělců i důležité průmyslníky a bankéře, ale i podvodníky, karetní švindlíře a anarchisty. Od počátku vynikal špičkovou ruskou kuchyní.

## Historie
V ruštině slovo bazar vyjadřuje rušné tržiště a hovorově i živou diskusi. Název tak byl zvolen pro podnik, vybudovaný v období sílícího slavjanofilství za účelem pracovního setkávání slovanských umělců, obchodníků a průmyslníků. Popud i finance ke stavbě poskytl bohatý moskevský obchodník, politik, filantrop a slavofil Alexandr Alexandrovič Porochovščikov.

### Osídlení místa
Místo se nachází v těsném sousedství Rudého náměstí v historické čtvrti Kitaj-gorod. Od 16. století bylo sídlem holandských obchodníků a místem pro ubytování diplomatických misí. Na koci 17. století se místo stalo majetkem Bojarské dumy a v roce 1700 přešlo mezi statky Borise Šeremetěva, který zde vybudoval kamenné sídlo. V roce 1761 získala pozemek s chátrajícím domem synodní tiskárna, která v polovině 19. století pronajala část prostor stavební společnosti Alexandra Porochovščikova. V roce 1869 byl na zasedání Synodu schválen projekt rekonstrukce budovy na hotelový a odpočinkový celek.

### Stavba hotelu
Přestavbou byl pověřen ruský architekt německého původu Robert Andrejevič Gödicke. Původní budova byla zvýšena o jedno patro a ve dvoře byla postavena půlkruhová hala pro obchody. V nové stavbě se nacházelo 68 pokojů, 12 kanceláří a jednacích místností. Největším sálem byla koncertní a přednášková hala pro 400 osob, nazvaná Ruská beseda. Pro výzdobu stěny této haly se investor rozhodl instalovat rozměrné plátno na motivy setkání ruských, českých a polských skladatelů. Tuto zakázku za nízký honorář využil čerstvý absolvent Výtvarné akademie Ilja Repin jako příležitosti ke svému zviditelnění. Jeho čtyřmetrové pláno s názvem Slovanští skladatelé se stalo nejrozměrnějším mistrovým dílem.
Hotel Slovanský bazar byl otevřen 10. května 1872. Datum bylo načasováno tak, aby předcházelo otevření Polytechnické výstavy v Moskvě.
Půlkruhová místnost pro obchody byla o rok později přestavěna podle česko-rakouského architekta Augusta Webera na restauraci.

### V letech největší slávy
Ilja Repin vzpomíná na slavnostní otevření takto:“ Kolik dam, dívek, světla v plesových šatech! Vůně parfému, rukavice po lokty, světlo, světlo! Francouzské, ba i anglické oslnivé fraky. Dokonce se objevil nějaký zámořský princ s celou družinou.“ Na slavnostní otevření přišel i Ivan Sergejevič Turgeněv. Ten však Porochovščikova považoval za podvodníka a nazýval ho Chlestakovem. Repinův obraz prohlásil za neladnou směs živých i mrtvých. Přesto svým pesimistickým vstupem nedokázal rozehnat světlo, které popisuje Repin.

Přednášel zde slavjanofil Michail Petrovič Pogodin, překladatel z češtiny do ruštiny, v roce 1887 se po premiéře opery Střevíčky konal v restauraci banket na počest Petra Iljiče Čajkovského, v roce 1890 zde byl slavnostně uvítán Antonín Dvořák. V jedné z jednacích místností bylo založeno Moskevské divadlo MCHAT. Milovníkem restaurace se stal Anton Pavlovič Čechov, který Slovanský bazar často zmiňuje ve svém díle. Mezi časté hosty patřil Fjodor Šaljapin, ubytováni zde byli Rothschildové. „Všichni bohatí moskevští obchodníci tam snídají,“ uvedl průvodce Okolo Moskvy z roku 1915. 

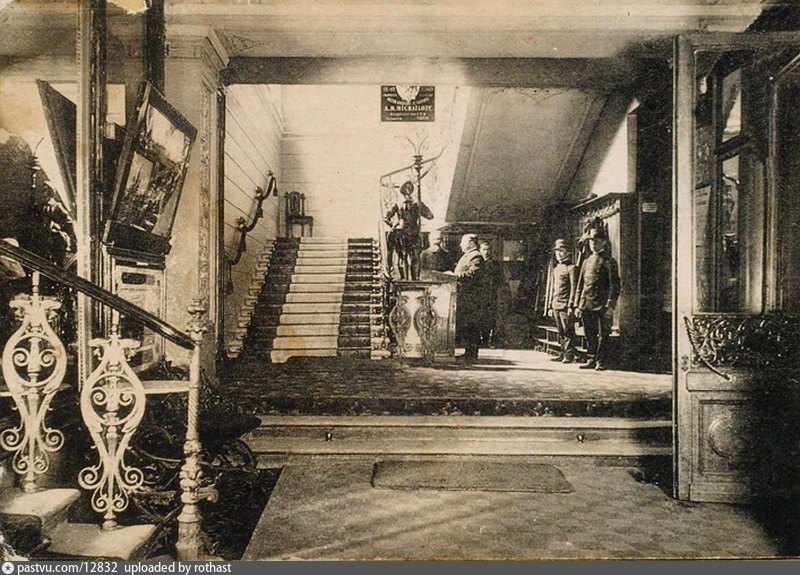
Vstupní vestibul hotelu v roce 1902
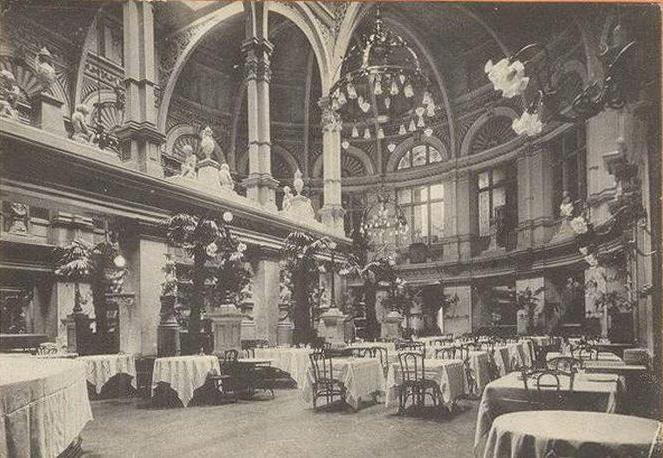
Restaurace v roce 1902
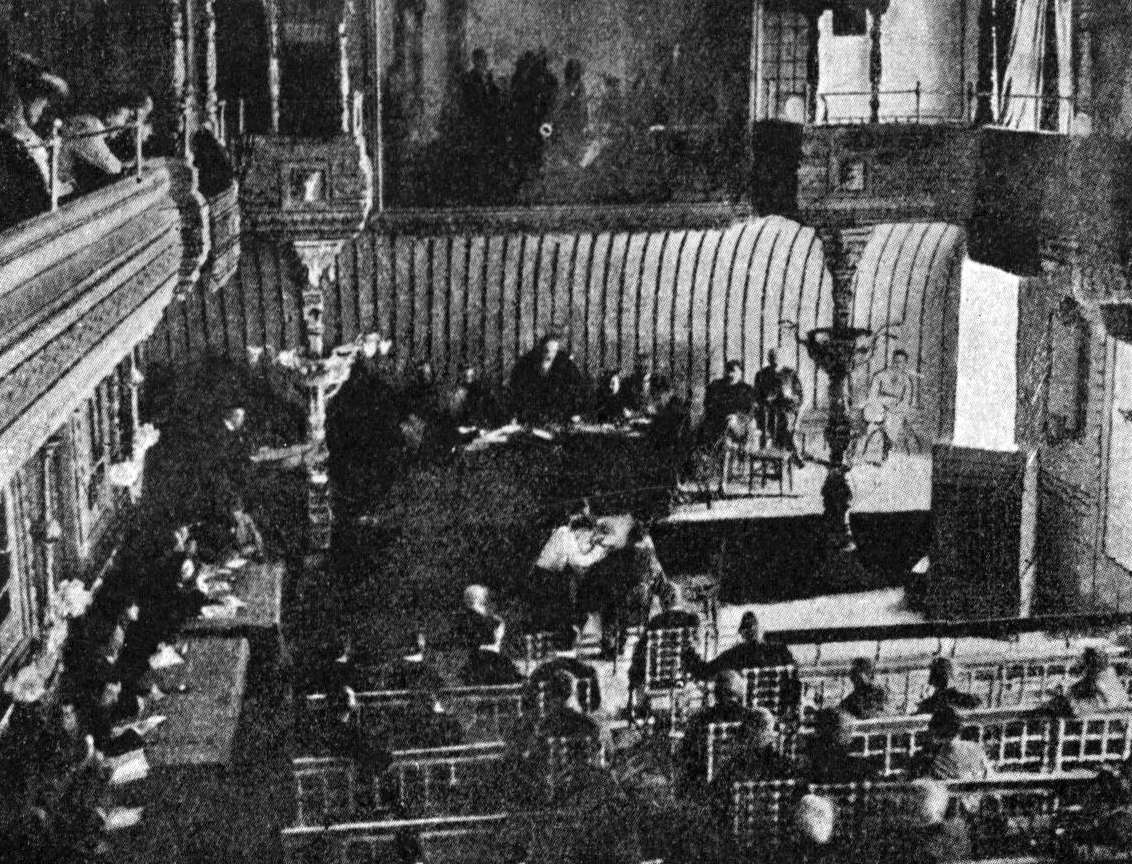
Zasedání zemské rady v roce 1907
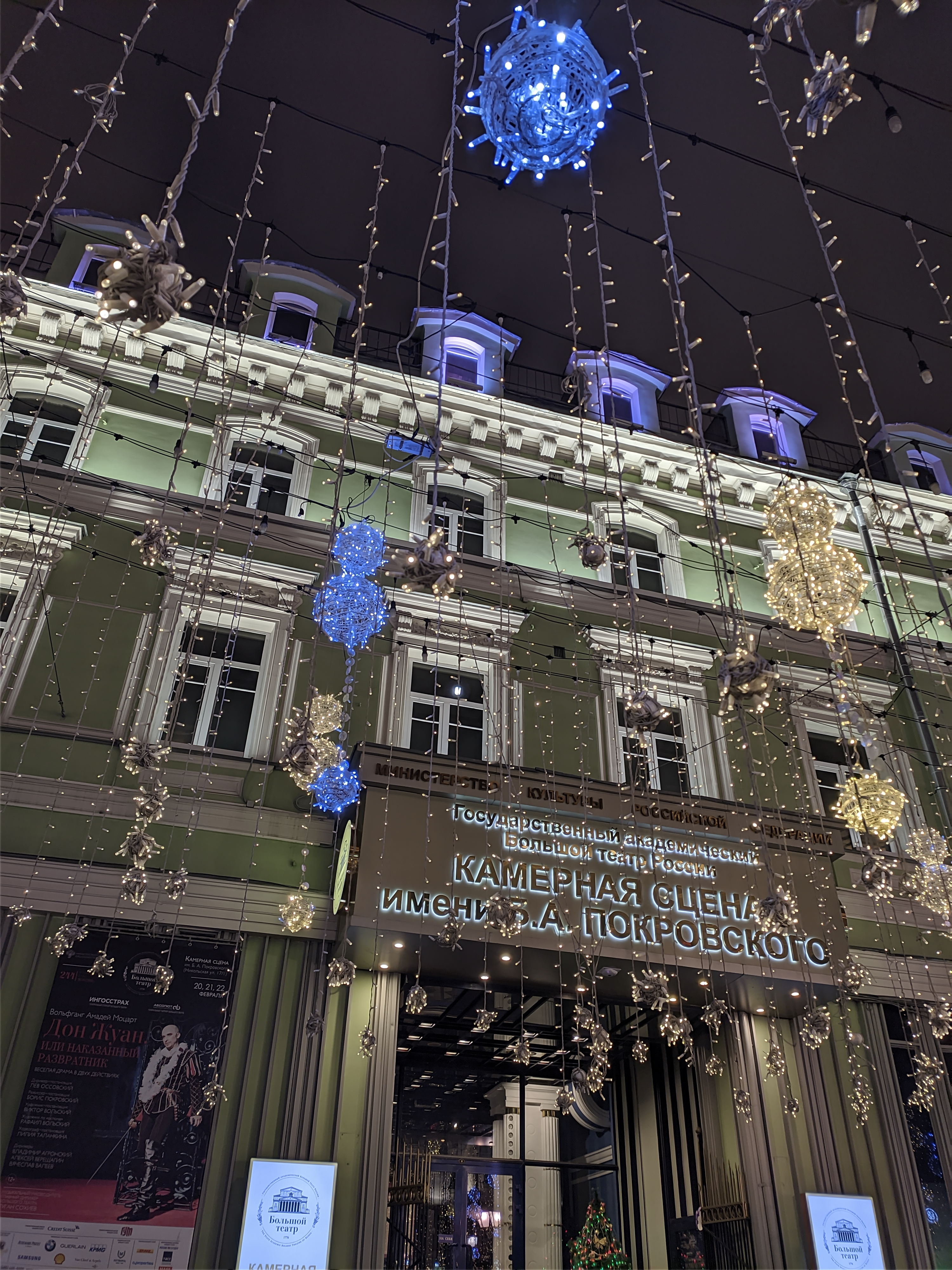
Divadlo B.A.Pokrovského
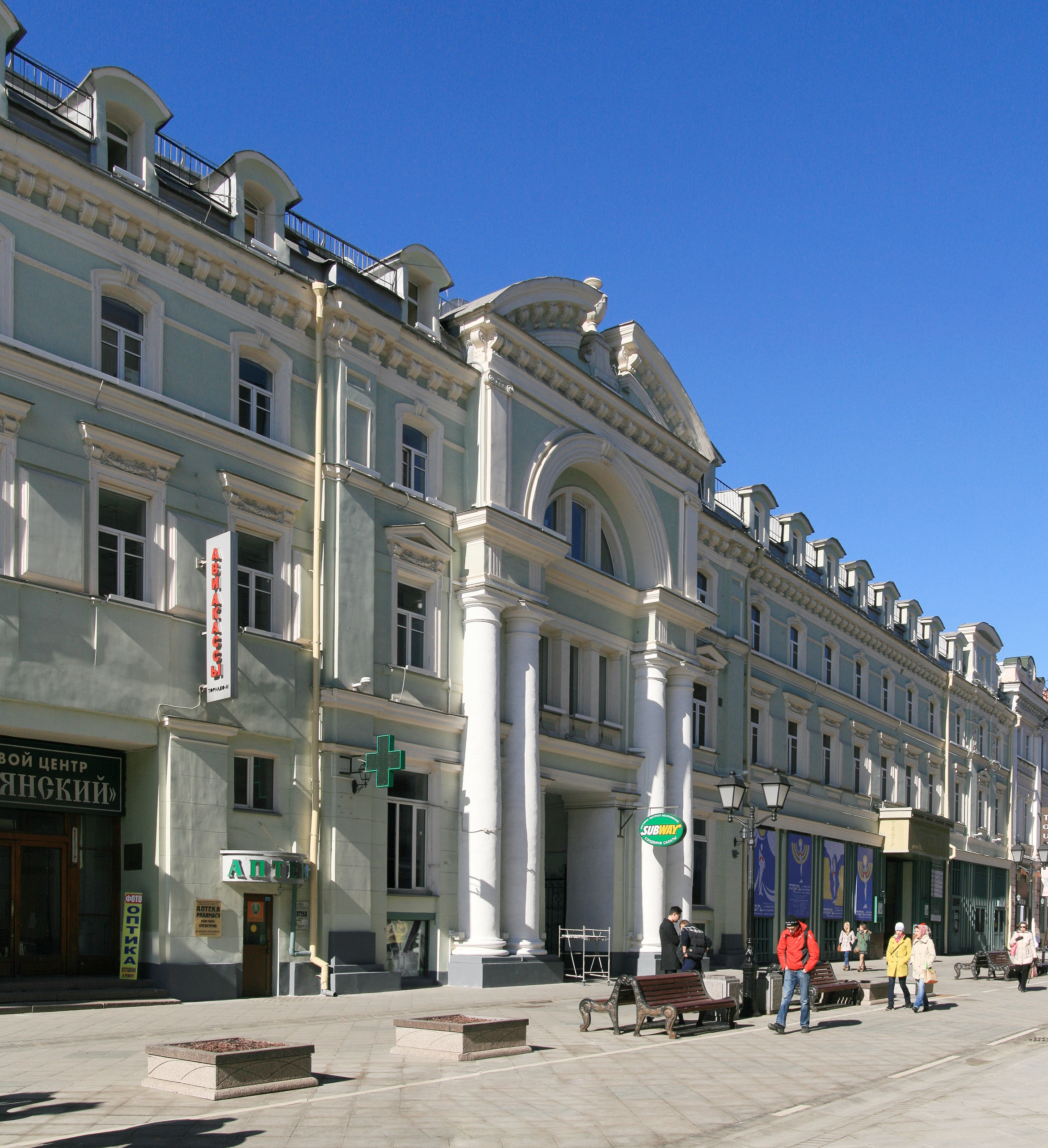
Budova v roce 2014

### Po roce 1917
Lesk Slovanského bazaru skončil v roce 1917. Během říjnové revoluce zde sídlilo vedení Rudé armády, po revoluci hotel sloužil jako Palác stavitelů M.I.Kalinina, později zde působil Lidový komisariát spravedlnosti SSSR. Od roku 1921 byl objekt využíván divadelními soubory. Provoz restaurace byl obnoven v roce 1966 a v roce 1992 byla stavba prohlášena Národní kulturní památkou. Po požáru v prosinci 1993 se restaurační provoz neobnovil. Od začátku roku 2018 zde sídlí Hudební komorní divadlo B.A.Pokrovského, jehož repertoár tvoří vzácná a málo známá operní díla. V centrální části Moskvy se nachází restaurace Slovanský bazar, která však s historickým objektem nemá nic společného.

## Kuchyně
Slovanský bazar byl první ruskou restaurací západního typu, kde se podávala výhradně ruská kuchyně. Do té doby restaurace otevírali výhradně Francouzi. Návštěvníci Moskvy se tak s ruskou kuchyní mohli seznámit pouze v hospodách s dřevěnými stoly bez ubrusů, o kterých se žádný průvodce nezmiňoval. Zaslouženého věhlasu dosáhly především polévky – soljanka ze staré Moskvy, ucha, ovocná polévka se sušenkami či polévka z jeseterového masa podle Suvorova. V začátcích provozu okamžitě získaly největší popularitu jídla z jesetera, solené chrupavky, selátko s křenem a botviňa (zapražená polévka s nakvašenou zeleninou a rybím masem).
Sklenice vodky zde stála třicet kopějek, tedy tři krát více než jinde. Speciální nabídku restaurace tvořil koňak, podávaný ve vlastních lahvích se zlacenými jeřáby. Bohatí obchodníci se pak chlubili množstvím těchto nádob ve své domácnosti.

## Výskyt v literatuře
Slovanský bazar se vyskytuje často v ruské literatuře. Například vyhlášených teplých předkrmů této restaurace připomíná Michail Bulgakov ve svém Psím srdci. Nejčastěji použil téma Slovanského bazaru ve svém díle častý návštěvník restaurace Anton Pavlovič Čechov. V povídce Dáma s psíčkem se hlavní hrdinové Anna Sergejevna a doktor Gurov schází právě v hotelu Slovanský bazar. V divadelní hře Racek se spisovatel Trigorin loučí se Zinou Zarečnou slovy: „Až přijedete do Moskvy, stavte se ve Slovanském bazaru!“ Obchodnický život popsaný v novele Tři roky se neobešel bez jednání ve Slovanském bazaru. Telefony na každém pokoji hotelu Čechova inspirovaly k povídce Na telefonu. Zcela téma Slovanského bazaru vyplňuje děj povídky Mužici. Číšník Nikolaj Čikildějev musí pro nemoc opustit práci a bez prostředků se vrací zemřít do rodného domu. V posledních dnech svého života pak v zatuchlé a přelidněné chalupě vzpomíná na vzdušné a čisté prostory Slovanského bazaru.